# Order Narodowy Świętego Karola
Order Narodowy Świętego Karola (hiszp. Orden Nacional de San Carlos) – odznaczenie państwowe Republiki Kolumbii ustanowione w 1954, przyznawane za wybitne zasługi dla narodu dokonane przede wszystkim w zakresie stosunków międzynarodowych.

## Historia i zasady nadawania
Order ustanowiono 16 sierpnia 1954 na mocy dekretu prezydenta Gustavo Rojasa. Przyznawany jest w celu „uhonorowania obywateli Kolumbii oraz cudzoziemców – osób cywilnych i wojskowych, które oddały wybitne zasługi narodowi kolumbijskiemu, szczególnie w zakresie stosunków międzynarodowych”.
Wielkim Mistrzem Orderu i przewodniczącym jego Kapituły (Consejo de la Orden) jest urzędujący prezydent kraju. W skład Kapituły wchodzą także – sprawujący swoje funkcje – minister spraw zagranicznych, szef jego kancelarii oraz dyrektor protokołu państwowego.

## Stopnie orderu
Order jest trzecim wśród odznaczeń państwowych Kolumbii i dzieli się na siedem klas:
- Łańcuch (Collar)
- Krzyż Wielki ze Złotą Gwiazdą (Gran Cruz con Placa de Oro)
- Krzyż Wielki (Gran Cruz)
- Wielki Oficer (Gran Oficial)
- Komandor (Comendador)
- Oficer (Oficial)
- Kawaler (Caballero)

## Insygnia
Odznaką orderu jest krzyż trójlistny o złotych krawędziach i czterech ramionach obustronnie pokrytych zieloną emalią oraz połączonych wiązkami złotych promieni. Na awersie krzyża znajduje się nałożony centralnie, złoty herb Kolumbii. Na rewersie zaś widnieje złoty napis: „Orden de San Carlos”, umieszczony na poziomych ramionach krzyża.
Gwiazda orderu ma formę jego powiększonej odznaki. Kształtem jest zbliżona do kwadratu za sprawą wydłużonych promieni spajających ramiona krzyża.
Wstążki orderu są koloru zielonego z dwoma żółtymi paskami, umieszczonymi skrajnie. Wstążka stopnia oficerskiego odznaczenia jest uzupełniona rozetką.